# Bicton House

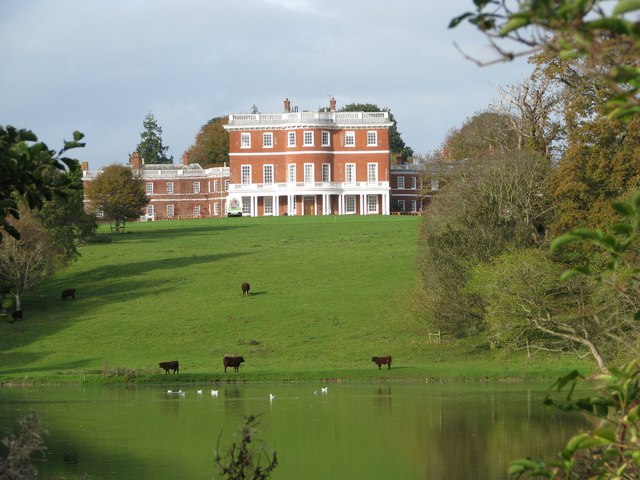
Bicton House, Blick über den See

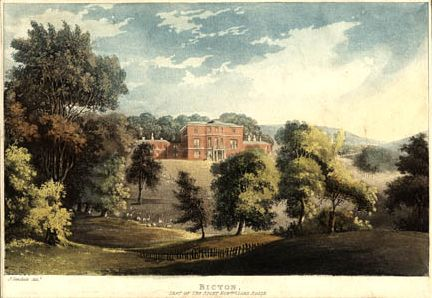
John Gendall: Bicton, seat of the Right Honorable Lord Rolle, ca. 1820, Gravierung.

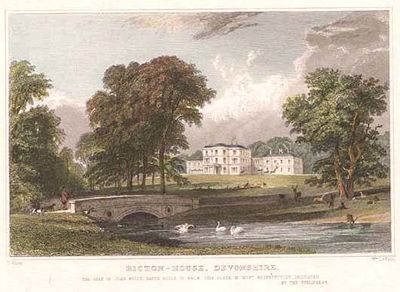
W. le Petit: Bicton House, Devonshire, ca. 1830, Gravierung und Zeichnung von T. Allom.

Bicton House, auch Bickton House, ist ein Landhaus auf dem Kampus des Bicton College im Dorf Bicton bei Exmouth in der englischen Grafschaft Devon. English Heritage hat es als historisches Gebäude II*. Grades gelistet.
Das Haus liegt etwa 4,8 km entfernt von Sidmouth. Es gehörte zu den East Budleigh Hundred.

## Grundherrschaft

### 12. und 13. Jahrhundert
Diese Grundherrschaft hatte zu Zeiten des Domesday Book William Portitor, der Türsteher des Königs, als Fronhof inne. Es war das königliche Gefängnis für die Grafschaft Devon. König Heinrich I. gab die Grundherrschaft Bicton John Janitor zu Lehen. 1229 hatte Ralph Balistarius – oder Le Balister (dt.: Der Armbrustträger) – die Grundherrschaft inne. Seine Nachfahren, die Familie Alabaster (eine Verballhornung von Le Balister), hielt die Grundherrschaft fünf Generationen lang. Dann fiel sie durch Vererbung in der weiblichen Linie an die Familien Sacheville oder Sackville und Copleston.

### 16. bis 18. Jahrhundert

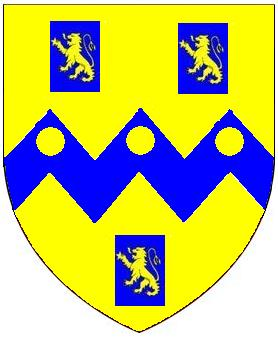
Wappen der Familie Rolle: Gold, auf einem gezackten Balken zwischen drei blauen Schildern mit springenden Löwen der ersten drei Batzen

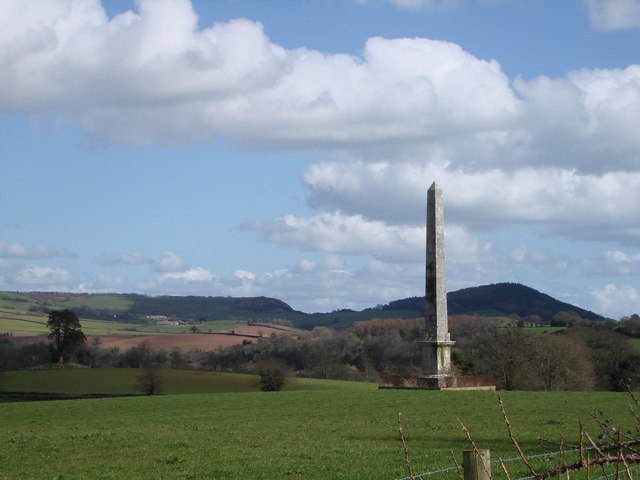
1747 im Anwesen von Bicton House aufgestellter Obelisk

Der Herr von Bicton war weiterhin für den Betrieb des Gefängnisses verantwortlich, aber es wurde von Bicton nach Exeter verlegt. Die Coplestones, Sir Robert Denys (1525–1592) aus dem nahegelegen Holcombe Burnel, kaufte das Anwesen, ließ ein neues Herrenhaus und einen der ersten eingefriedeten Rehparks in der Grafschaft anlegen. Sir Robert Denys’ Sohn, Sir Thomas Denys, starb und seine Tochter Anne erhielt das Anwesen. Sie hatte Sir Henry Rolle († 1616) aus Stevenstone House geheiratet. und das Anwesen ging an ihren Gatten über. Henry war der Sohn von John Rolle und Urenkel des Begründers der Familie Rolle von Stevenstone, George Rolle († 1552). Der Sohn von Henry und der geb. Miss Denys, Dennis Rolle, Esq., starb 1638 und hinterließ einen Sohn, der schon in jungen Jahren starb, und eine Tochter namens Florence.
Henrys Neffe, auch ein Henry, aus Beam bei Great Torrington erbte das Anwesen, starb aber 1647 kinderlos. Das Anwesen ging dann durch Heirat mit seiner Base Florence an John Rolle über. Diese war Miterbin von Dennis Rolle, Esq. of Bicton, dem bei seinem Tod 1706 fast 40 Grundherrschaften in Devon und Anwesen in Cornwall, Somerset und Northamptonshire gehörten. John hatte die Erbin von Marrais geheiratet und lebte dort auch. Er war Mitglied des Order of the Bath (K.B.) und Vertreter der Grafschaft. John und Florence hatten vier Söhne; der älteste Sohn war der Großvater des Henry, der 1748 zum Baron Rolle gemacht wurde und 1750 ohne Nachkommen starb, wodurch der Titel erlosch. 1787 wurde dem Herrn von Bicton die Direktion des Grafschaftsgefängnisses entzogen. Der Titel des Baron Rolle lebte 1796 wieder auf, als Henry Rolles Neffe, John Rolle, Esq., in gleicher Weise wie sein Vorfahr geadelt wurde.

### 19. und 20. Jahrhundert

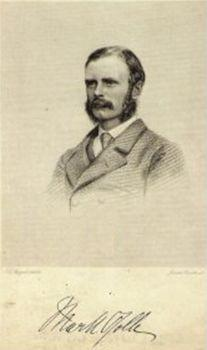
Joseph Brown: Hon. Mark George Kerr (Trefusis) Rolle (1836-1907). 1870. National Portrait Gallery, NPG D10788

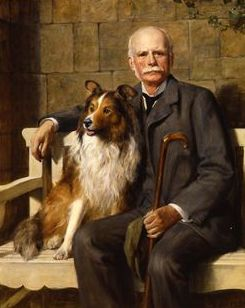
Sir John Collier: Hon. Mark Rolle (1836-1907). Sammlung von Lord Clinton

Um 1800 ersetzte John Rolle, 1. Baron Rolle, († 1842), Sohn von Dennis Rolle († 1797), das alte Herrenhaus durch das heute noch erhaltene zweistöckige Haus, das vom Architekten James Wyatt entworfen und in aus roten Ziegeln und Kalkstein gebaut wurde.
Das Anwesen wurde um 1820 nachgesagt, dass es „einen weiten Blick über den Ärmelkanal“ und alte Buchen und Eichen in seinem Park hätte. In dem Herrenhaus mit seinen zwei geräumigen Flügeln war eine ausgedehnte Kunstsammlung untergebracht, z. B. Werke von Rembrandt und Ruysdael. Man hatte einen guten Blick auf das Dorf Otterton mit seiner kleinen Kirche und auf den „Lovely Peep“ zwischen den Salzpfannen („Saltern“) und dem Meer. Eine gotische Loggia befindet sich am Haupteingang, gefolgt von einer ländlichen, inneren Loggia. Ein weiterer Eingang liegt in der Nähe einer „niedlichen Bauernhof-Loggia“. Einen Obelisken kann man von den meisten Teilen des Anwesens aus sehen.
John Rolle, 1. Baron Rolle, heiratete die Hon. Louisa Trefusis, eine Verwandte und zweite Tochter von Robert Trefusis, 17. Baron Clinton. Er starb 1842 ohne Nachkommen. Die Anwesen von Stevenstone und Bicton, die zusammen eine Fläche von 22.000 Hektar (220 km²) bedecken, vererbte er an Hon. Mark George Kerr Trefusis (1836–1907), den Neffen seiner zweiten Gattin Louisa Trefusis (1794–1885), der damals 6 Jahre alt war. Mit dem Antritt seines Erbes 1852 änderte er seinen Namen in Rolle. Er starb 1907 ohne Nachkommen; sein Erbe war sein Neffe Charles Hepburn-Stuart-Forbes-Trefusis, 21. Baron Clinton, (1863–1957).
Im Jahre 1898 wurde das Haus in großem Umfang erweitert; so wurde z. B. ein drittes Stockwerk auf den Hauptblock aufgesetzt.

## Landwirtschaftsschule
1947 verpachtete der 21. Baron Clinton das Haus und einen Teil des Anwesens an das Devon County Council, damit dort das Bicton Farm Institute gegründet werden konnte, das später zum Bicton College wurde. 1957 verkaufte der Baron Haus und Anwesen an das Council. Dem heutigen Baron Clinton gehören noch ein Teil des Anwesens und die Bicton Arena, in der Pferdesportveranstaltungen ausgetragen werden. Die Hauptniederlassung der Clinton Devon Estate Company, der 10.000 Hektar (100 km²) landwirtschaftlich genutzte Flächen in Devon gehören, liegt ganz in der Nähe.
Während des Zweiten Weltkrieges war im Haus die St Ronan's School untergebracht, die sich heute im Dorf Hawkhurst befindet.

## Bemerkungen
1. ↑  Die Vorfahren von Lord Rolle siedelten sich während der Regentschaft von König Heinrich VIII. (1509–1547) in Devon an, wo sie beträchtliche Ländereien aus vormals klösterlichem Besitz kauften, darunter auch das Anwesen von Stevenstone, das sie zu ihrem Familiensitz machten. Das Land kaufte George Rolle Esq. Sein Enkel, Sir Henry Rolle heiratete die Erbin von Watts in Somerset. Ihr gemeinsamer Sohn heiratete die Erbin von Dennis (Denys) aus Bicton und Holcombe-Burnel in Devon.
2. ↑  John stammte, wie Henry, von George Rolle († 1552) ab.
3. ↑  Johns Vater war Dennis Rolle, Henrys Bruder.
4. ↑  Die Familie Trefusis stammt von Samuel Trefusis von den Trefusis aus Cornwall, dem zweiten Sohn und späteren Erben von Francis Trefusis und seiner Gattin Bridget, geb. Rolle (1648–1721) ab. Bridget Rolle war die Tochter von Robert Rolle († 1660), Parlamentsabgeordneter, und seiner Gattin, Arabella, geb. Clinton, der jüngeren Tochter von Theophilus Clinton, 4. Earl of Lincoln und 12. Baron Clinton († 1667) aus Heanton Satchville, dem Urenkel von Henry Rolle und vierten Sohn des Patriarchen George Rolle († 1552) aus Stevenstone. Nach der Auslöschung der Nachkommenschaft von Samuel Rolle (1646–1719), dem Sohn von Robert Rolle, ging das Anwesen von Heanton Satchville über Bridget Rolle an die Familie Trefusis über, die 1791 den Titel Baron Clinton durch ihre Vorfahrin, Lady Arabella Clinton erbte.